# Лоренте, Рафаэль
Рафаэль Лоренте (8 апреля 1902, Сарагоса, Испания — 2 апреля 1990, Беркли, Калифорния, США) — американский врач, нейрогистолог (невролог) и нейрофизиолог.

## Биография
Родился 8 апреля 1902 года в Сарагосе. В 1918 году, в возрасте 16 лет поступил в Мадридский университет, который он окончил в 1923 году. Будучи выпускником Мадридского университете, в 1921 проходил практику в Институте имени С. Рамона-и-Кахаля и был оставлен на постоянной основе и работал вплоть до 1929 года. С 1929 по 1931 год работал в госпитале Вальдецилла в Сантандере. В 1931 году решил связать свою жизнь с США и переехал туда, где тут же устроился на работу в Центральном институте обороны в Сент-Луисе, и работал вплоть до 1936 года. С 1936 по 1941 год работал в Рокфеллеровском институте медицинских исследований в Нью-Йорке. С 1941 по 1990 год работал в Центре реабилитации медицинской школы при Калифорнийском университете в Беркли.
Скончался 2 апреля 1990 года в Беркли, не дожив всего лишь 6 дней до своего 88-летия.

## Научные работы
Основные научные работы посвящены морфологии и физиологии ЦНС.
- 1934—38 — описал типы соединения между нейронами коры головного мозга.

## Членство в обществах
- Член Американского нейрологического общества
- Член Американского физиологического общества
- Член Американской академии искусств и наук
- Член Американской ассоциации анатомов
- Член Национальной академии наук США (1950)[3]